# Mundys
Mundys S.p.A. (anteriormente Atlantia S.p.A) es una sociedad anónima italiana que opera en el sector de las infraestructuras de autopistas y aeropuertos y de los servicios de movilidad, presente en 24 países con servicios de peaje, 11 de ellos en concesiones de infraestructuras de autopistas y aeropuertos (Francia, Italia, Polonia, Reino Unido y España en Europa y Argentina, Brasil, Chile, Colombia, India y Puerto Rico en el resto del mundo). El grupo gestiona 9400 kilómetros de autopistas de peaje, los aeropuertos de Fiumicino y Ciampino en Italia y el aeropuerto de Niza Costa Azul en Francia, para un total aproximado de 60 millones de pasajeros en tránsito al año.
En mayo de 2021, después del colapso del puente Morandi en 2018, vendió el control de Autostrade per l'Italia a un consorcio liderado por Cassa Depositi e Prestiti por 9.100 millones de euros.
La empresa figuró en el índice FTSE MIB de la Bolsa de Milán hasta el 9 de diciembre de 2022, día en que se hizo efectiva la exclusión de cotización.
El 15 de marzo de 2023, Atlantia cambia de nombre y se convierte en Mundys.

## Historia

### 1950-2007
- 1950, el Istituto per la ricostruzione industriale - IRI, funda la sociedad Autostrade Concessioni e Costruzioni S.p.A.,
- 1956, se firma una primera convención entre Autostrade y Anas - DDE italiana - para la construcción de la principal arteria italiana, entre el norte y el sur, la Autopista del Sol (A1), Milán-Roma y A2 Roma-Nápoles), este será el proyecto de autopistas más grande del siglo,
- 1963, Autostrade lanza el primer “Eurobono” emitido en Europa,
- 1964, inauguración de la Autopista del Sol, entre Milán y Nápoles,
- 1982, se constituye el grupo Autostrade para la gestión de una red de carreteras de más de 2600 km,
- 1987, Autostrade Concessioni e Costruzioni S.p.A. empieza a cotizar en bolsa (Bolsa de Milán), en el índice de referencia MIB 30,
- 1990, la sociedad introduce el primer sistema de pago dinámico del mundo, el Telepass, que cuenta en la actualidad 4 millones de usuarios (50% del mercado europeo)
- 1992, Autostrade participa en el primer proyecto de autopistas de peaje del Reino Unido, la M6 Toll de Birmingham, puesta en servicio en 2003,
- 1995, Autostrade realiza la primera autopista de peaje con financiación privada en los Estados Unidos, la Dulles Greenway, en Virginia.
- 1999, Autostrade es privatizada y ahora es parte del grupo Benetton vía la filial Schéma 28.
- 2002, Autostrade se adjudica la concesión decenal del gobierno austríaco para la construcción y la gestión del primer sistema de pago multilane (múltiples carriles) free-flow (sin parada) para el sistema viario de 2000 km de carreteras y autopistas austríaco. Los otros dos únicos casos de sistema multilane existentes en Toronto y Melbourne comprenden una escala netamente inferior (menos de 100 km). El sistema funciona desde el 1 de enero de 2004.
- 2005, Autostrade es candidata a la privatización de la red APRR del Estado francés, pero su oferta es rechazada
- 2007, Autostrade discute con la española Abertis sobre un acercamiento.

### 2007-2021
El Consejo de Administración aprobó el cambio de nombre de la empresa a Atlantia S.p.A. el 5 de mayo de 2007.
En 2013 finalizó la fusión por incorporación de Gemina S.p.A., accionista mayoritario de la empresa A.D.R. (Aeroporti di Roma), en Atlantia, lo que ha dado lugar a una segunda actividad principal, además de las concesiones de autopistas. La presencia en el sector aeroportuario se consolidó en 2016 con la adquisición de Aéroports de la Côte d'Azur, la empresa que controla los aeropuertos de Niza, Cannes-Mandelieu y Saint Tropez.
En 2017, Atlantia anuncia su decisión de lanzar una Opa sobre la totalidad de las acciones emitidas por Abertis. En octubre de 2017, la Comisión Nacional del Mercado de Valores autoriza la Opa. Poco más de una semana después, el grupo Hochtief - grupo ACS lanzó una contraoferta para adquirir la compañía española. 
En marzo de 2018, Atlantia y Hochtief-Acs llegaron a un acuerdo sobre una oferta conjunta por el control de Abertis. 
En octubre de 2018 concluyó la transacción. Para adquirir el 98,7% del capital de Abertis, las partes invirtieron un total de 16.500 millones de euros.
En marzo de 2018, Atlantia adquirió el 15,49% de Getlink, la empresa que controla el Eurotúnel que cruza el Canal de la Mancha.
El 14 de agosto de 2018, el puente Morandi, gestionado por Atlantia a través de la concesionaria Autostrade per l'Italia, se derrumbó, causando la muerte de 43 personas.
El 31 de mayo de 2021, la junta de accionistas de Atlantia decidió (con un 88,06% de votos a favor) vender Autostrade per l'Italia a un consorcio dirigido por el grupo Cassa Depositi e Prestiti. El precio de esta venta fue de 9.100 millones, de los cuales 8.000 millones fueron para Atlantia (holding propiedad en un 30% de la familia Benetton) y el resto para el gigante alemán de seguros Allianz y el fondo soberano chino Silk Road Fund.

### 2022: Oferta Pública de Adquisición y Exclusión de bolsa
El financiero español Florentino Pérez (accionista al 50% menos una acción de Abertis, empresa mayoritaria de Atlantia), junto con los dos fondos de capital riesgo Global Infrastructure Partners y Brookfield Infrastructure, avanzaron a principios de abril de 2022 la hipótesis de una oferta pública de adquisición (OPA) sobre Atlantia.
La familia Benetton, para preservar la integridad del grupo y su identidad italiana, en coordinación con el fondo estadounidense Blackstone, anunció a mitad de abril una OPA defensiva, con el fin de proteger al grupo de posibles contraofensivas financieras, como la promovida por Pérez.
La OPA de 19.000 millones de euros sobre Atlantia, a 23 euros por acción, fue lanzada el 10 de octubre de 2022. 
La operación fue iniciada por Schema Alfa, sociedad instrumental controlada por Schemaquarantadue S.p.A., que a su vez está participada en un 65% por el holding Edizione (presidido por Alessandro Benetton) y en un 35% por el fondo de capital riesgo estadounidense Blackstone.
La OPA fue lanzada sobre la totalidad de las acciones de Atlantia, es decir, el 66,90% del capital, a excepción de la participación del 33,10% en manos de Edizione. La operación se completó en noviembre de 2022, con lo que Schema Alfa pasó a poseer el 95,933% de Atlantia, excluida la autocartera.

La nueva estructura accionarial del holding se compone, pues, de Edizione, con cerca del 64%, Blackstone, con cerca del 30% (a través de un fondo abierto) y, por último, Fondazione CRT, con el resto de las acciones.
El 9 de diciembre de 2022 Atlantia abandonó Piazza Affari, después de 35 años, con lo que la retirada de la empresa de la bolsa italiana fue definitiva.

## Composición del grupo

### Estructura Accionarial
La estructura accionarial de la empresa es la siguiente:
- Edizione S.P.A. (Mediante Sintonia S.P.A): 57%
- Blackstone: 37,8%
- Fondazione Cassa di Risparmio di Torino: 5,2%

### Empresas del grupo
- Abertis HoldCo (50% + 1)
- Aeroporti di Roma S.p.A. (99,%)
- Telepass S.p.A. (51%)
- Yunex Traffic (100%)
- Aeroporto di Bologna
- Aéroports de la Côte d'Azur (64%)
- Sanef (100%)

### Principales participaciones no financieras
- Getlink (Eurotúnel) - París - 15,49%

## Telepass
El grupo Autostrade es también el inventor del sistema de pago sin parada Telepass, y desarrolla este sistema para las aplicaciones de regulación del tráfico en zonas de circulación limitada (centros urbanos, puentes, interpuertos y parkings). El grupo Austostrade ya ha equipado estos sistemas de control electrónico de acceso a las ciudades de Siena, Perugia y Florencia.